# Валато (Мачерата)
Валато је насеље у Италији у округу Мачерата, региону Марке.
Према процени из 2011. у насељу је живело 60 становника. Насеље се налази на надморској висини од 583 м.